# Platoon
Platoon, właściwie Piotr Boruc (ur. 1975 w Warszawie) – polski DJ, raper, autor tekstów, basista, gitarzysta, producent muzyczny, menadżer, grafik, fotograf i trener biznesu.
Znany z działalności w Trials X, jednym z pierwszych polskich zespołów hip-hopowych.
Współpracował z takimi wykonawcami, jak Craig G, Ras Kass, JT Bigga Figga, Numer Raz, DJ Eprom, Reni Jusis, Yaro, DJ 600V, Red, Diox, Elita Kaliska

## Dyskografia
- Trials X Fekalia - mixtape (1991)[7]
- Trials X Prawda - Cel - Przesłanie (1995)[7]
- Trials X Experyment - demo tape (1998)
- Humaniztikz „La Disco” (2003)[8]
- Trials X Prawda - Cel - Przesłanie (Reedycja 1994–2014)

## Gościnnie
- Reni Jusis – Zakręcona LP (1998)[6]
- Yaro – Olewka LP (2000)[6]
- W czerni i w bieli LP (2005)[9]
- „A pamiętasz jak?” (2011)[10][11]
- Fabster Kontrasty (2014) - utwór „Póki co nie jest źle”[12][13]
- Retro (2025) - utwór z płyty 25 Elity Kaliskiej [14]

## Teledyski
- Trials X "Czujee Się Lepiey"
- Trials X "Jarają, Jarają"
- Yaro "Olewka"

## Filmografia
- "Kielce - Czyli Polski Bronx" (1995)[15] - film dokumentalny, reżyseria: Bogna Świątkowska, Marek Lamprecht
- "Cały ten rap" (2024) - odcinek 1 "Początek", film dokumentalny Netflixa. Reżyseria Piotr Szubstarski.